# Медитеранске игре 2018.
Медитеранске игре 2018. или службено XVIII Медитеранске игре одржале су се у шпанском граду Тарагони од 22. јуна до 1. јула 2018. године. Игре је требало да буду одржане 2017. године, али су одложене за 2018. због финансијских и политичких проблема у земљи. Тарагона је трећи град у Шпанији домаћин игара после Барселоне и Алмерије.
На овим играма учествовало је 4.541 спортиста из 26 земаља који су се такмичили у 28 спортова. На Медитеранским играма дебитовали су спортисти из Португалије и Косова.

## Маскота
Таракус, хуманоидни лик са римском шлемом, представљен је као маскота за Медитеранске игре 2018. у мају 2016. Перјаница на шљему заснива се на застави Тарагоне.

## Земље учеснице
1. Албанија
2. Алжир
3. Андора
4. Босна и Херцеговина
5. Грчка
6. Египат
7. Италија
8. Кипар
9. Косово[а] (дебитант)
10. Либан
11. Либија
12. Македонија
13. Малта
14. Монако
15. Мароко
16. Португалија (дебитант)
17. Сан Марино
18. Србија
19. Словенија
20. Сирија
21. Тунис
22. Турска
23. Француска
24. Хрватска
25. Црна Гора
26. Шпанија (домаћин)

## Спортови
| - Атлетика (детаљи) - Бадминтон (детаљи) - Бициклизам (детаљи) - Бокс (детаљи) - Боћање (детаљи) - Ватерполо (детаљи) - Веслање (детаљи) - Гимнастика (детаљи) - Ритмичка гимнастика (детаљи) - Дизање тегова (детаљи) - Једрење (детаљи) - Кану (детаљи) - Карате (детаљи) - Кошарка (детаљи) - Мачевање (детаљи) | - Одбојка (детаљи) - Одбојка на песку (детаљи) - Пливање (детаљи) - Рвање (детаљи) - Ритмичка гимнастика (детаљи) - Рукомет (детаљи) - Скијање на води (детаљи) - Стони тенис (детаљи) - Стреличарство (детаљи) - Стрељаштво (детаљи) - Теквондо (детаљи) - Тенис (детаљи) - Триатлон (детаљи) - Фудбал (детаљи) - Џудо (детаљи) |

## Биланс медаља
*   Домаћин ( Шпанија)
| Позиција    | Држава               | Злато | Сребро | Бронза | Укупно |
| ----------- | -------------------- | ----- | ------ | ------ | ------ |
| 1           | Италија              | 56    | 56     | 44     | 156    |
| 2           | Шпанија*             | 38    | 40     | 44     | 122    |
| 3           | Турска               | 31    | 25     | 39     | 95     |
| 4           | Француска            | 28    | 31     | 40     | 99     |
| 5           | Египат               | 18    | 11     | 16     | 45     |
| 6           | Грчка                | 12    | 14     | 22     | 48     |
| 7           | Србија               | 12    | 11     | 9      | 32     |
| 8           | Мароко               | 10    | 7      | 7      | 24     |
| 9           | Хрватска             | 9     | 5      | 3      | 17     |
| 10          | Тунис                | 6     | 13     | 13     | 32     |
| 11          | Словенија            | 4     | 9      | 23     | 36     |
| 12          | Кипар                | 4     | 2      | 2      | 8      |
| 13          | Португалија          | 3     | 8      | 13     | 24     |
| 14          | Република Косово     | 3     | 1      | 0      | 4      |
| 15          | Алжир                | 2     | 4      | 7      | 13     |
| 16          | Сирија               | 2     | 2      | 3      | 7      |
| 17          | Република Македонија | 2     | 1      | 3      | 6      |
| 18          | Сан Марино           | 2     | 0      | 0      | 2      |
| 19          | Босна и Херцеговина  | 1     | 1      | 3      | 5      |
| 20          | Албанија             | 1     | 1      | 0      | 2      |
| 21          | Монако               | 0     | 2      | 0      | 2      |
| 22          | Црна Гора            | 0     | 1      | 2      | 3      |
| 23          | Либан                | 0     | 1      | 0      | 1      |
| 24          | Малта                | 0     | 0      | 1      | 1      |
| 25          | Либија               | 0     | 0      | 0      | 0      |
| 25          | Андора               | 0     | 0      | 0      | 0      |
| Укупно (26) | Укупно (26)          | 244   | 246    | 294    | 784    |